# Rimi Beqiri
Rimi Beqiri, pseudonimo di Përparim Beqiri (Tirana, 16 maggio 1982), è un attore italo-albanese.

## Biografia
Nato nel 1982 a Tirana, capitale dell'Albania, Beqiri si trasferì a 16 anni in Italia presso un suo zio residente a Firenze città dove completò gli studi, conseguendo il diploma di perito elettrico/elettronico-radio tv.
Nel 2004 frequentò la Scuola Nazionale di Cinema Indipendente di Firenze diretta dal direttore artistico Salvatore Vitiello, autore di diversi cui lungo-e cortometraggi cui Beqiri in seguito prese parte. Nel 2005, sempre a Firenze, frequentò anche un laboratorio teatrale presso “Tedavi '98”, interpretando spettacoli itineranti in giro per la Toscana.
Nel 2008 fu ammesso all'Accademia internazionale di teatro di Roma dalla quale si diplomò, nel 2011, attore e aiuto regista. A Roma conobbe anche le prime esperienze professionali, comparendo nell'episodio Padre padrone della terza stagione dei Cesaroni (2009). Sempre per la televisione fecero seguito apparizioni in serie note come Rex (settima stagione, 2014), o Un passo dal cielo (terza stagione, 2015).
Nel cinema entrò in produzioni indipendenti dirette dal citato Vitiello, in Dov’è Sisifo?! (2005), The Darkest Night (2008) e Reality News (2011), per poi acquisire ruoli via via più importanti come protagonista dell'episodio Hobo del film Connections di Daniele Misischia (2013) e con l'esordiente al lungometraggio Lucilla Colonna in Festina lente (2016) a seguire Virus: Extreme Contamination di Domiziano Cristopharo (2016), altri ruoli di rilievo ancora con Vitiello, come co-protagonista di Insidiae nemoris (2017), più recentemente con Fabio del Greco, come protagonista in Altin in città (2017) e co-protagonista in Slow Life (2021). Ad essi hanno fatto seguito ulteriori cortometraggi e webserie.

## Filmografia

### Televisione
- I Cesaroni, ep. 3×24 (2009)
- Quando la banda passò, regia di Stefano Maria Bianchi, in Servizio pubblico, LA7 (2012)
- Rex, ep. 7×05 (2014)
- Un passo dal cielo, ep. 3×10-3×17 (2015)
- Un posto al sole, ep. 5555 (2020)

### Cinema
- Dov’è Sisifo?! regia di Salvatore Vitiello (2005)
- The Darkest Night, regia di Salvatore Vitiello (2008)
- Reality News, regia di Salvatore Vitiello (2011)
- Hobo, episodio di Connections, regia di Daniele Misischia (2013)
- Il ritorno di Elena, episodio di 17 a mezzanotte, regia di Daniele Misischia (2014) – cortometraggio
- Ergo Proxy: Awareness, regia di Daniele Misischia (2014) – cortometraggio
- The plastic cardboard sonata, regia di Enrico Falcone e Piero Persello (2014)
- Roughonium, episodio di Adrenaline, regia di Cristiano Ciccotti (2015) – cortometraggio
- Festina lente, regia di Lucilla Colonna (2016)
- Virus: Extreme Contamination, regia di Domiziano Cristopharo (2016)
- InterNos, regia di Roberto Pantano (2016) – cortometraggio
- Mochi, episodio di Sangue misto, regia di Paolo del Fiol (2016) – cortometraggio
- Altin in città, regia di Fabio del Greco (2017)
- Insidiae nemoris, regia di Salvatore Vitiello (2017)
- Kastriota, regia di Steven Renso (2018) – cortometraggio
- SkullGirl, regia di Daniele Misischia (2018) – cortometraggio
- Soltanto parole, regia di Daniele Misischia (2019) – cortometraggio
- Klod, regia di Giuseppe Marco Albano (2020) – cortometraggio
- Slow life, regia di Fabio del Greco (2021)

### Webserie
- Panopticon, regia di Daniele Misischia (2016)
- Whitefall, regia di Giacomo Gabrielli (2020)